# Joseph Ruttenberg
Joseph Ruttenberg (ur. 4 lipca 1889 w Sankt Petersburgu, zm. 1 maja 1983 w Los Angeles) – amerykański operator filmowy, wywodzący się z rodziny żydowskich emigrantów z Rosji. Czterokrotny laureat Oscara za najlepsze zdjęcia do filmów: Wielki walc (1938) Juliena Duviviera, Pani Miniver (1942) Williama Wylera, Między linami ringu (1956) Roberta Wise’a i Gigi (1958) Vincente Minnellego. Był dziesięciokrotnie nominowany do tej nagrody.

## Filmografia
Jako operator filmowy, w trakcie 50-letniej aktywności zawodowej, uczestniczył w realizacji 141 produkcji krótko- i pełnometrażowych.

### Krótkometrażowe
- 1920: The Thief (komedia: czas – 15')
- 1933:
  - Million Dollar Melody (musical: 22')
  - Hizzoner (komedia: 20')
  - Change Your Luck (muzyczny: 19')
  - The Good Bad Man (komedia: 22')
  - Strange Case of Hennessy (musical: 20')
  - Poppin' the Cork (komedia: 24')
- 1934:
  - North of Zero (komedia: 18')
  - Henry the Ache (musical: 20')
  - The Knife of the Party (musical: 20')
  - Everybody Likes Music (musical: 20')
  - Sea Sore (komedia: 18')
  - Bubbling Over (muzyczny: 20')
- 1942:
  - Nostradamus and the Queen (12')
- 1953:
  - Let's Ask Nostradamus (Prophecies of Nostradamus #2) – 11'
- 1956:
  - The Magic Lamp (animowany)

### Fabularne
- 1917:
  - The Blue Streak (western: czas – 50')
  - The Slave (obyczajowy)
  - Wife Number Two (obyczajowy)
  - Thou Shalt Not Steal (sensacyjny: 50')
  - The Painted Madonna (obyczajowy)
- 1918:
  - A Heart's Revenge (obyczajowy)
  - The Debt of Honor (obyczajowy)
  - Doing Their Bit (komedia)
  - The Woman Who Gave (wojenny)
- 1919:
  - Woman, Woman! (obyczajowy)
  - A Fallen Idol (obyczajowy)
  - My Little Sister (obyczajowy)
- 1920:
  - The Shark (obyczajowy: 50')
  - From Now On (kryminał)
  - The Tiger’s Cub (obyczajowy)
- 1921:
  - The Mountain Woman (obyczajowy)
  - Know Your Men
  - Beyond Price
  - A Virgin Paradise (komedia: 80')
- 1922:
  - Silver Wings (obyczajowy: 90')
  - Who Are My Parents? (obyczajowy: 90')
  - The Town That Forgot God (melodramat)
  - My Friend the Devil (melodramat: 80')
- 1923:
  - If Winter Comes (obyczajowy: 120')
  - Does It Pay? (melodramat)
- 1925:
  - Szkoła dla żon (obyczajowy: 70')
  - The Fool (obyczajowy: 100')
- 1926: Letni kawalerowie (komedia: 70')
- 1931: The Struggle (obyczajowy: 87')
- 1934: Woman in the Dark (kryminał: 68')
- 1935:
  - Gigolette (melodramat: 65')
  - Wróg ludzi (kryminał: 70')
  - Men Without Names (kryminał: 66')
- 1936:
  - Man Hunt (komedia: 60')
  - Trzej ojcowie chrzestni (western: 81')
  - Frankie i Johnny (musical: 66')
  - Jestem niewinny (dramat: 92')
  - Piccadilly Jim (komedia: 95')
  - Mad Holiday (sensacyjny: 71')
- 1937:
  - Dzień na wyścigach (komedia: 111')
  - Życie ulicy (obyczajowy: 80')
  - Życie we dwoje (komedia: 78')
- 1938:
  - Everybody Sing (musical: 91')
  - The First Hundred Years (komedia: 73')
  - Trzej towarzysze (melodramat: 98')
  - Listy z frontu (wojenny: 85')
  - Wielki walc (biograficzny: 104')
  - Wiosenne szaleństwo (komedia: 67')
  - Dramatic School (melodramat: 80')
- 1939:
  - Biała kawalkada (obyczajowy: 82')
  - Tell No Tales (kryminał: 69')
  - On Borrowed Time (fantasy: 99')
  - Kobiety (komedia: 133')
  - Balalajka (musical: 102')
- 1940:
  - Broadway Melody of 1940 (musical: 102')
  - Pożegnalny walc (melodramat: 108')
  - Filadelfijska opowieść (komedia: 112')
  - Towarzysz X  (komedia: 104')
- 1941:
  - Kulisy wielkiej rewii (musical: 132')
  - Doktor Jekyll i pan Hyde (horror: 113')
  - Dwulicowa kobieta (komedia: 90')
- 1942:
  - Kobieta roku (komedia: 114')
  - Pani Miniver (melodramat: 134')
  - Crossroads (film noir: 83')
  - Zagubione dni (melodramat: 126')
- 1943:
  - Presenting Lily Mars (musical: 104')
  - Curie-Skłodowska (biograficzny: 124')
- 1944:
  - Gasnący płomień (dramat psychologiczny: 114')
  - Pani Parkington (melodramat: 124')
  - The Thin Man Goes Home (komedia: 100')
- 1945:
  - Dolina decyzji (melodramat: 119')
  - Przygoda (dramat: 125')
- 1947:
  - Desire Me (melodramat: 91')
  - Killer McCoy (obyczajowy: 104')
- 1948:
  - B.F.'s Daughter (melodramat: 108')
  - Niesforna Julia (komedia: 99')
- 1949:
  - Łapówka (film noir: 98')
  - That Forsyte Woman (melodramat: 113')
- 1950:
  - Side Street (film noir: 83')
  - The Big Hangover (komedia: 82')
  - Drewniany koń (obyczajowy: 104')
  - The Magnificent Yankee (biograficzny: 89')
- 1951:
  - Powód do paniki (film noir: 74')
  - Wielki Caruso (biograficzny: 109')
  - Miła staruszka (dreszczowiec: 78')
  - It's a Big Country: An American Anthology (komedia: 89')
  - Too Young to Kiss (komedia: 91')
- 1952:
  - Young Man with Ideas (komedia: 84')
  - Because You're Mine (musical: 103')
  - Więzień Zendy (przygodowy: 96')
- 1953:
  - Small Town Girl (musical: 92')
  - Juliusz Cezar (historyczny: 120')
  - Latynoscy kochankowie (komedia: 104')
- 1954:
  - The Great Diamond Robbery (komedia: 70')
  - Jej dwunastu (komedia: 91')
  - Brigadoon (musical: 108')
  - Kiedy ostatni raz widziałem Paryż (melodramat: 116')
- 1955:
  - Syn marnotrawny (obyczajowy: 112')
  - Przerwana melodia (biograficzny: 106')
  - Kismet (musical: 113')
- 1956:
  - Łabędź (komedia: 104')
  - Zaproszenie do tańca (animacja/musical: 93')
  - Między linami ringu (biograficzny: 113')
- 1957:
  - Winobranie (kryminał: 92')
  - Człowiek w ogniu (dramat: 95')
  - Zanim dopłyną (wojenny: 94')
- 1958:
  - Gigi (musical: 115')
  - The Reluctant Debutante (komedia: 94')
- 1959:
  - Zielone domostwa (przygodowy: 104')
  - Wrak „Mary Deare” (kryminał: 105')
- 1960:
  - Podziemni (obyczajowy: 89')
  - Butterfield 8 (dramat: 109')
- 1961:
  - Dwie miłości (obyczajowy: 96')
  - Ada (melodramat: 109')
  - Kawaler w raju (komedia: 109')
- 1962: Who's Got the Action? (komedia: 93')
- 1963:
  - The Hook (wojenny: 98')
  - Co się zdarzyło na Targach Światowych (musical: 105')
  - Who's Been Sleeping in My Bed? (komedia: 103')
- 1964: A Global Affair (komedia: 84')
- 1965:
  - Sylvia (obyczajowy: 115')
  - Love Has Many Faces (obyczajowy: 104')
  - Harlow (biograficzny: 125')
- 1966: The Oscar (obyczajowy: 119')
- 1968: Wyścigi (muzyczny: 94')

## Nagrody
- Nagroda Akademii Filmowej
  - 1938: Wielki walc
1942: Pani Miniver
1956: Między linami ringu
1958: Gigi